# مديرية مبين

تعديل مصدري - تعديل

مديرية مبيَن إحدى مديريات محافظة حجة في اليمن. بلغ عدد سكانها 50732 نسمة عام 2004. تضم إحدى عشرة عزلة. من أهم معالمها قلعة الجاهلي ومدينة الضفير

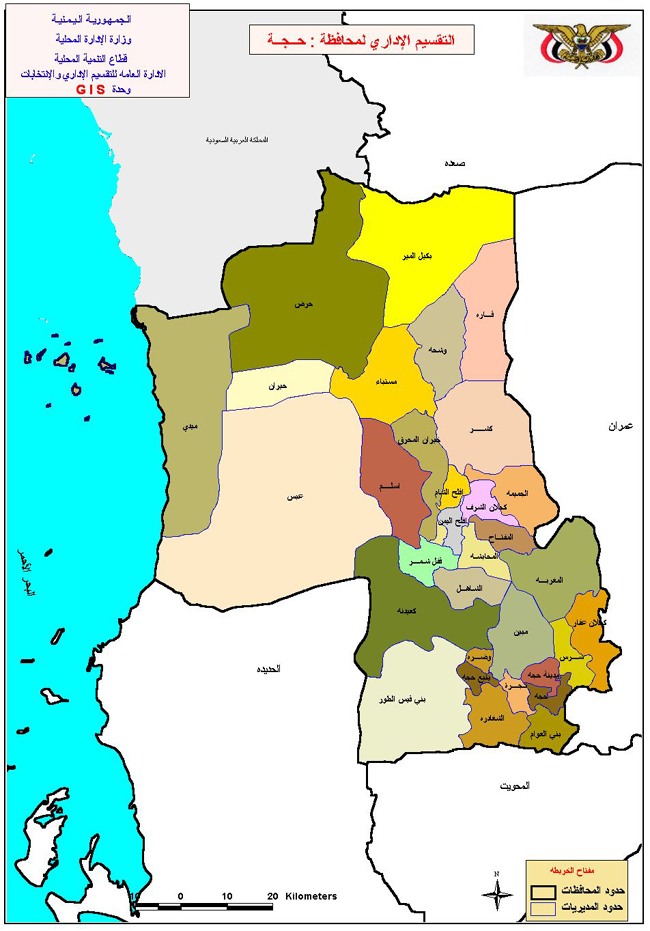
موقع مديرية مبين في محافظة حجة